# 漢普頓鎮區 (阿肯色州李縣)
漢普頓鎮區（英語：Hampton Township）是位於美國阿肯色州李縣的一個行政鎮區。

## 地方資料
漢普頓鎮區的面積為142.83平方千米，當中陸地面積為142.75平方千米，而水域面積為0.08平方千米。根據2010年美國人口普查的數據，當地共有人口690人，而人口密度為每平方千米4.83人。